# 執事 (キリスト教)
執事（しつじ、ギリシア語: διακονος, ラテン語: diaconus, 英語: deacon）とは、キリスト教会における役職の一つ。また、その役職を担う人を指す。

## 概要
『新約聖書』所収の『フィリピの信徒への手紙』1章1節などに現れる「ディアコノス」（ギリシア語: διακονος）の訳語である。
これは、伝統的に『使徒言行録』6章に登場する七人に課せられた共同体の日々の食料の分配などをする役職を指すと解釈されている。
その後のキリスト教会における役職としては、各時代および各教派によって役割に差異がある。

## 対応する日本語の教派別訳語・呼称
日本語では、執事に対応する訳語が教派によって異なり、カトリック教会では助祭、正教会では輔祭（ほさい）と称する。
なお、『新約聖書』の「執事」は、口語訳聖書などで採用されている訳語で、新共同訳聖書では「奉仕者」と訳されている。これは、『ローマの信徒への手紙』16章1節に登場する「フィベ」の身分について、女性が聖職者に就くことを認めないカトリック教会側の翻訳委員の意向が働いた結果とされる。 archdeacon は大執事、助祭長と翻訳されることが多いようである。
| 原語         | プロテスタント | 救世軍 | 聖公会 | カトリック教会 | 正教会 |
| 希: διακονος | 執事           | 軍曹   |        | 助祭           | 輔祭   |

## 東方教会

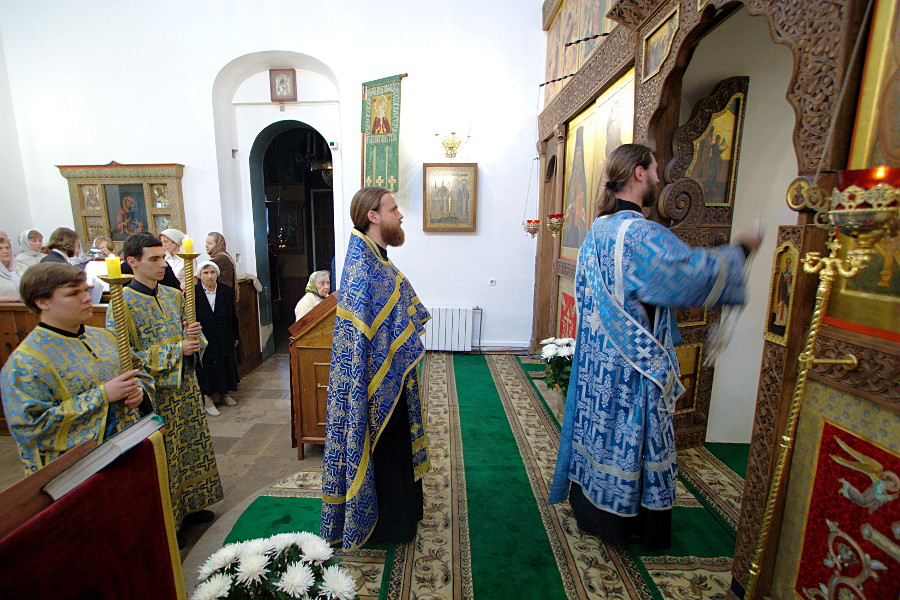
右に輔祭、中央に司祭、左に堂役が二人。輔祭はステハリを着用し、その上からオラリを掛けている。堂役もステハリを着用。

### 正教会
口語訳聖書などで執事と訳されているギリシア語の「ディアコノス」を、日本ハリストス正教会では輔祭と呼ぶ。
輔祭は奉神礼（礼拝）で補助的な役割を担う。
また、輔祭は奉神礼においてステハリとオラリおよびポルーチを着用する。
なお、日本ハリストス正教会で「執事」と呼ばれる信徒はディアコノスではなく、教会の日常の運営に携わっていて、他教派における教会役員に相当する。

## 西方教会

### ディアコノス
口語訳聖書などで執事と訳されているギリシア語の「ディアコノス」を、日本のカトリック教会では助祭と呼び、プロテスタント各教派と聖公会では執事と呼ぶ。
カトリック教会における助祭は、司祭に次ぐ聖職位である。
聖公会とプロテスタントにおける執事は、『使徒言行録』6章に記された、初代教会において使徒たちを「食事の世話」などの共同体の雑用から解放し宣教に専念させるために置かれた職位を継承するものとされる。
監督制の聖公会と、長老制の改革派教会・長老派教会では等しく執事と言うがその内容は異なる。
会衆制の教会では、一部の専門職を除き、全ての役員を執事と呼ぶ。
- 聖公会における執事は、位階のうちで司祭の補佐を務める聖職位。
- 長老制の教会（改革派教会、長老派教会など）における執事は、会計と福祉を担当する信徒職。
- 会衆制の教会における執事は、教会（神と教会員）に仕える者を意味する信徒職。牧師も信徒の一員とされるため広義では執事。

### 宗教改革
宗教改革において、ジャン・カルヴァンが、教会の職制の一つとして執事職を認め、聖公会もこれを置いている。

### 聖公会

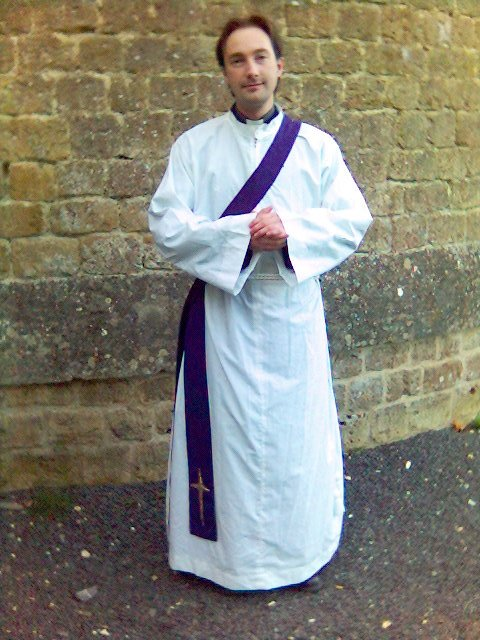
アルブを着た聖公会の司祭であるが、この司祭はストール（ストラ）を執事のように着用し、執事の祭服着用の模様を撮影させている。

聖公会における執事は、カトリック教会の助祭に近い。主教の聖職者按手によって職位が与えられる。聖餐式を執行することが出来ない。ただし、主教の許可があれば分餐を行なうことはできる。礼拝時の服装は司祭とよく似るが、ストール（ストラ）を左肩から斜めにかけているので、見分けが付く。

### プロテスタント

#### 長老制教会
長老制教会における執事は、カルヴァンの提唱した教会の四職（牧師、神学教師、長老、執事）の一つ。教会会計、聖餐準備奉仕および互助・福祉などの分配を担当する。治会長老と同様に信徒職であり、教職位ではない。
宗教改革の理解では、これは新設された職位ではなく、カトリック教会の位階制に変質してしまった初代教会の制度を聖書に基づき正しく復元したものとされる。

#### 会衆制教会
会衆制の教会における執事は、教会（神と教会員）に仕える者を意味する信徒職である。万人祭司主義のため、役員もあくまでも役職であり特別な職種ではない。そのため他の教派で言う監督や長老といった役職もひっくるめて教会に仕える者、すなわち執事としている。ほとんどの教会では、教会員の選挙で決まり任期がある。

#### その他

##### 日本ルーテル教団
日本ルーテル教団における執事は、牧師とともに按手を受けた教職者として位置づけられる。教会の委託と責任教職の監督の下で、礼拝説教と聖礼典の執行も認められる。
執事は、原則、地域教会の責任教職になることはできないが、地区教会会議が認める場合はこの限りではない。地域教会が執事を招聘することはできず、地区教会会議と教団が招聘できる。
宣教母体であった米国の教会（The Lutheran Church—Missouri Synod）が女性の牧師職を認めていない中で、日本ルーテル教団は女性の教職を認めていたが、米国の教会との関係悪化を避けるために、「牧師」ではなく「執事」として任用していた。（２０２１年４月に行われた教団総会で、牧師職の規定から「男子」を削除し、性差を問わない牧師按手が実現した。その時点で執事であった女性二名は、その後、正規に「牧師」として任職されている。）